# Charles Bijleveld (1944)
Charles Marie Antoine Bijleveld (Velp, 18 juli 1944) is een voormalig Nederlands medicus, kinderarts en kindergastro-enteroloog. 

## Leven en werk
Bijleveld werd in 1944 in Velp geboren als een zoon van de burgemeester van Borger Rudolf Theodoor Bijleveld en van jonkvrouw Ellegonda Duranda van Holthe tot Echten. Hij studeerde geneeskunde aan de Rijksuniversiteit Groningen en promoveerde in 1988 tot doctor op het proefschrift Enterohepatic circulation of bile acids; physiology, pathophysiology and nutritional implications. Hij is een specialist op het gebied van gastro-enterologie. Bijleveld begon zijn carrière als geneeskundige bij het Universitair Medisch Centrum Groningen. Vervolgens was hij aldaar werkzaam als kinderartsgastro-enteroloog en was tot 2005 hoofd van de onderafdeling van de kinder-MDL. Daarnaast was hij bestuurslid van het Erfocentrum. Op 28 juni 2005 ging hij met pensioen en werd benoemd tot officier in de Orde van Oranje-Nassau. 
Bijleveld was een van de eerste kindermaag, darm en leverarts in Nederland. Hij speelde samen met Maarten Slooff een belangrijke rol in de kinderlevertransplantatie. Hij is medeoprichter van het kinderlevertransplantatie programma in Nederland.
Bijleveld was gehuwd met jonkvrouw Gisela von Bönninghausen tot haar overlijden in 2022. Hij bewoont, tot haar overlijden met zijn echtgenote, het landgoed Herinckhave. Hij is een broer van de bestuurder en VN-functionaris Anne Willem Bijleveld.

## Publicaties
- Enterohepatic circulation of bile acids: physiology, pathophysiology and nutritional implications  (1988)
- Transparant, uitgave van de Nederlandse Transplantatie Stichting en de Nederlandse Transplantatie Vereniging (1999)
- Het Eerste Hoofdstuk Van Het Belgische Wetsontwerp Op de Kinderbescherming (2010)